# Šiva
Šiva (Devanágarí: शिव Śiva) je jedním z velmi důležitých hinduistických bohů. Je mu přidělena například úloha ničitele vesmíru (který předtím Brahmá tvořil a Višnu udržoval). Na západě díky tomu vznikla představa, že Šiva je jakési hrůzostrašné apokalyptické božstvo. Z pohledu hinduismu toto ale samozřejmě úplně neplatí. Stejně jako smrt není chápána jako definitivní konec, tak zničení vesmíru se děje proto, aby mohl být znovu stvořen. Šiva jezdí na býku Nandim.  Šiva má 1008 jmen a 64 forem.
Mezi Šivovi mantry patří "Shiva Moola Mantra" a nebo "Shiva Rudra Mantra" 
Podle moderních spekulací Šiva mohl existovat na území Indie ještě před tzv. příchodem Árjů, což mají dokazovat nalezené sošky tzv. „Proto-Šiva“.

## Vzhled
Šivovými atributy jsou:
1. Třetí oko (na čele) – je oko, které hledí za to, co je projevené. Šiva bývá také někdy označován jako Trinétríšvara (Pán s třema očima). Podle jedné legendy spálil žár Šivova třetího oka boha Kámu (zosobnění vášně), kterého za ním poslali ostatní bohové, aby donutili Šivu přestat meditovat.
2. Kobra okolo krku – Šiva je také nazýván Nágéšvara (Pán hadů), což moderní učenci někdy vykládají jako pozůstatek ze starších přírodních náboženství. Kobra představuje smrt, kterou Šiva překonal. Také může představovat Kundaliní (hadí sílu).
3. Půlměsíc – je symbolem času a ukazuje tedy Šivu jako vládce času (Káléšvara, Kála Bhairava).
4. Ganga – je nejposvátnější řekou hinduismu a pramení v nebeských sférách. Na zemi stéká po Šivových vlasech.
5. Bubínek – je zdrojem mantry AUM (čti Óm), která vibruje vesmírem.
6. Vibhúti – jsou popelem namalované tři horizontální linie (tripundra) na Šivově čele. Představují skutečnou esenci bytí, která zůstane poté, co jsou nevědomost a všechny připoutanosti spáleny ohněm poznání. Šivovi oddaní sádhuové si na čelo tento symbol také malují.
7. Trojzubec – představuje tvoření, udržování a ničení. Šiva nad nimi má kontrolu.

Nejčastěji bývá Šiva zobrazován jako meditující jógin. Sedí s překříženýma nohama a někdy jednou rukou posouvá kuličky na růženci (mále). Spojuje se v něm divokost přírody spolu s klidnou myslí. Šivovo spojení s divokou přírodou také vyjadřuje jedno z jeho jmen, Pašupati (Pán zvířat).

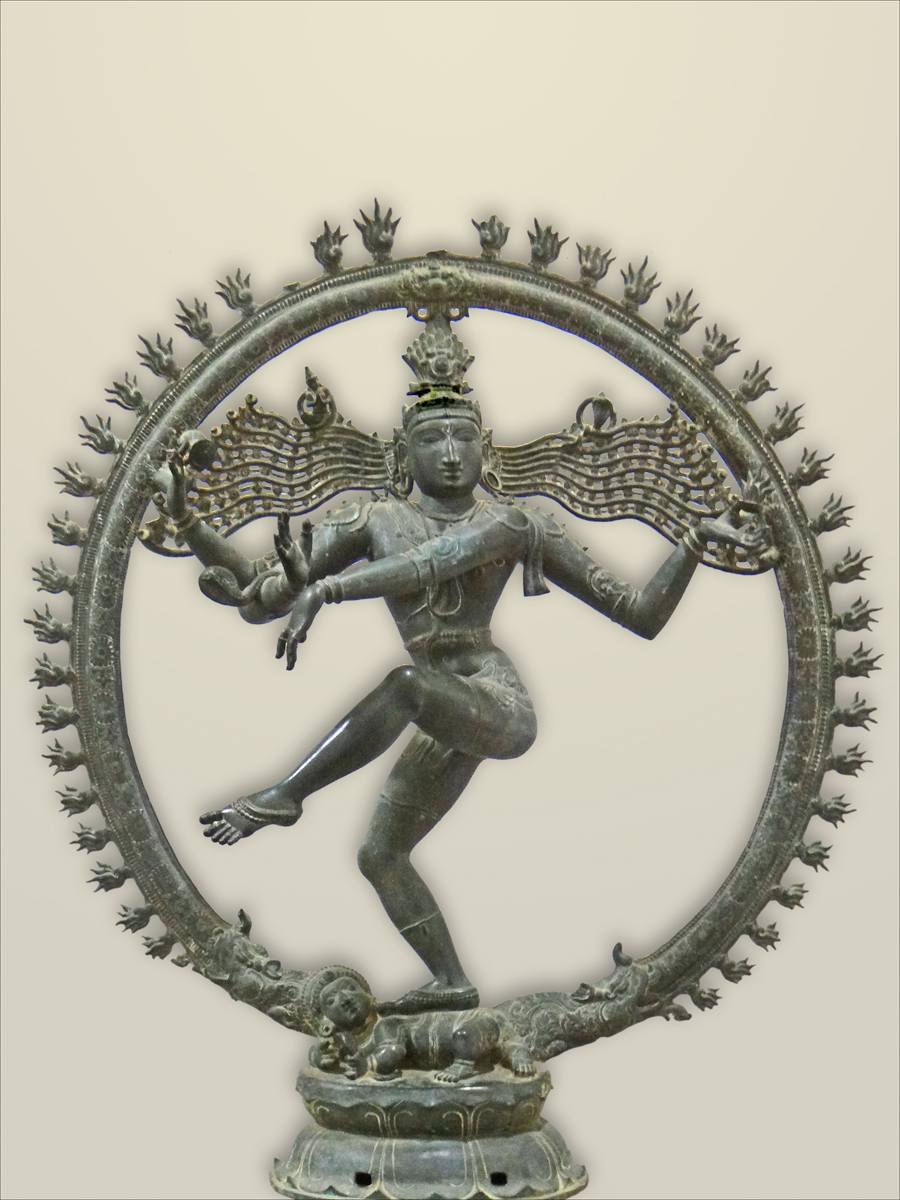
Natarádža

Velice známou formou Šivy je Natarádža, král tance. Šiva je zobrazován při ladném tanci, který má podle některých interpretací ničit svět. Jiné školy zase soudí, že Šivův tanec představuje celý projevený svět (jeho neustálé změny, vznikání a zanikání, atp.). Rozmanitost světa je způsobena zdáním, podle šivaistů je ve skutečnosti Šiva vším.
Dalším oblíbeným způsobem zobrazování Šivy je tzv. Šiva lingam. V této podobě je Šiva zastoupen pouze symbolickým falem představujícím Šivovu plodivou sílu.

## Kult
Tak jako Višnu má i Šiva velké množství příznivců (tzv. šivaisté), kteří ho považují za nejvyšší a nejmocnější božstvo. Jeho chrámy se nacházejí po celé Indii a není možné určit přesné geografické rozšíření jeho kultu (snad je o něco oblíbenější na jihu Indie).
Je mu zasvěceno několik hor, z nichž nejznámější je asi Kailás, kde údajně pobývá se svou rodinou. Také známá je jihoindická hora Arunáčala. Podle Linga Purány vznikla tak, že se Brahma a Višnu přeli o to, kdo je mocnější. Šiva jim nabídl, že jim bude soudcovat. Proměnil se v osu světa (axis mundi) a řekl, že kdo první dospěje k jejímu konci, ten je mocnější. Ani Brahmá ani Višnu to nedokázali a poznali, že Šiva je nejmocnější. Tak ho alespoň požádali, aby tuto svou velikost nějak zpřístupnil i lidem a tak se Šiva jako osa světa změnil v horu Arunáčalu. (U šivaistů jsou mýty, kde Šiva poráží Brahmu i Višnua, poměrně časté.) Podle Rgvédy 7.40.5 však jeho moc pochází od Višnua.

## Vztahy s ostatními bohy
Jeho pokrevní línie je považována za jeho expanze, jsou to Ganéša, Skanda a Hanumán. Jeho manželkou (šakti) je bohyně Párvatí, jako kosmická tvořivá energie Šivy někdy označovaná jako Mahádéví, jejíž hrozivou (ugra) podobu představuje bohyně Kálí. Ta má i aspekt ochranitelský a mateřský - bývá pak zobrazována jako Durgá v kruhu svých dětí (Sarasvatí, Ganéša, Skanda).